# Ломово (Воронежская область)
Ломово — село в Рамонском районе Воронежской области.
Административный центр Ломовского сельского поселения.

## География

### Улицы
- ул. Зелёная
- ул. Мира
- ул. Молодёжная
- ул. Плотникова
- ул. Фёдорова
- ул. Центральная
- ул. Электросигнальная
- пер. Степной

## Население
| 1859 | 1897  | 2010 |
| ---- | ----- | ---- |
| 496  | ↗1181 | ↘383 |